# Abborrevattnet (Hjärtums socken, Bohuslän)
Abborrevattnet är en sjö i Lilla Edets kommun i Bohuslän och ingår i Göta älvs huvudavrinningsområde.